# Dominika Brzeska
Dominika Brzeska es una deportista polaca que compite en piragüismo en la modalidad de eslalon.
Ganó una medalla de bronce en el Campeonato Mundial de Piragüismo en Eslalon de 2022 y una medalla de bronce en el Campeonato Europeo de Piragüismo en Eslalon de 2022, ambas en la prueba de K1 por equipos.

## Palmarés internacional
| Campeonato Mundial | Campeonato Mundial             | Campeonato Mundial | Campeonato Mundial |
| Año                | Lugar                          | Medalla            | Competición        |
| ------------------ | ------------------------------ | ------------------ | ------------------ |
| 2022               | Augsburgo (Alemania)           | Medalla de bronce  | K1 por equipos     |
| Campeonato Europeo |                                |                    |                    |
| Año                | Lugar                          | Medalla            | Competición        |
| 2022               | Liptovský Mikuláš (Eslovaquia) | Medalla de bronce  | K1 por equipos     |